# Goldman Environmental Prize
De Goldman Environmental Prize, of kortweg de Goldman-prijs is een jaarlijkse prijs voor mensen die zich verdienstelijk hebben gemaakt op het gebied van milieu(-bescherming).
Hij wordt jaarlijks aan zes personen/organisaties uitgereikt, een voor elk van de zes regio's: Afrika, Azië, Europa, Oceanië, Noord-Amerika en Latijns-Amerika, en bedraagt 150.000 Amerikaanse dollar (2008). Vanwege zijn prestige en geldsom wordt de Goldman-prijs ook wel de 'groene Nobelprijs' genoemd.
De Goldman Environmental Prize werd in 1990 opgericht door het echtpaar Richard Goldman - Rhoda Goldman. Het gefortuneerde koppel wilde hun vermogen aan een goed doel schenken. Richard Goldman leidde een belangrijke verzekeringsinstelling in San Francisco. Rhoda Goldman erfde een groot deel van Levi Strauss, stichter van de kledingketen.

De prijs wordt toegekend door een internationale jury, die nominaties krijgt van natuurverenigingen, milieuorganisaties of particulieren.
De prijs wordt uitgereikt in San Francisco. Behalve aan de uitreiking van de prijs nemen de winnaars meestal ook deel aan een meerdaags programma met studiedagen en conferenties, ontmoetingen met politici en pers, alsmede bezoek aan omliggende natuurparken.

## Prijswinnaars

### 1990
- Robert Brown (Australië)
- Lois Gibbs (Verenigde Staten)
- Janet Gibson (Belize)
- Harrison Ngau Laing (Maleisië)
- János Vargha (Hongarije)
- Michael Werikhe (Kenia)

### 1991
- Wangari Muta Maathai (Kenia)
- Eha Kern & Roland Tiensuu (Zweden)
- Evaristo Nugkuag (Peru)
- Yoichi Kuroda (Japan)
- Samuel LaBudde (Verenigde Staten)
- Cath Wallace (Nieuw-Zeeland)

### 1992
- Jeton Anjain (Marshalleilanden)
- Medha Patkar (India)
- Wadja Egnankou (Ivoorkust)
- Christine Jean (Frankrijk)
- Colleen McCrory (Canada)
- Carlos Alberto Ricardo (Brazilië)

### 1993
- Margaret Jacobsohn en Garth Owen-Smith (Namibië)
- Juan Mayr (Colombia)
- Dai Qing (China)
- John Sinclair (Australië)
- JoAnn Tall (USA)
- Sviatoslav Zabelin (Rusland)

### 1994
- Matthew Coon Come (Canada)
- Tuenjai Deetes (Thailand)
- Laila Iskander Kamel (Egypte)
- Luis Macas (Ecuador)
- Heffa Schücking (Duitsland)
- Andrew Simmons (Sint Vincent en de Grenadines)

### 1995
- Aurora Castillo (Verenigde Staten)
- Yul Choi South (Korea)
- Noah Idechong (Palau)
- Emma Must (Engeland)
- Ricardo Navarro (El Salvador)
- Ken Saro-Wiwa (Nigeria)

### 1996
- Ndyakira Amooti (Oeganda)
- Bill Ballantine (Nieuw-Zeeland)
- Edwin Bustillos (Mexico)
- M.C. Mehta (India)
- Marina Silva (Brazilië)
- Albena Simeonova (Bulgarije)

### 1997
- Nick Carter (Zambia)
- Loir Botor Dingit (Indonesië)
- Alexander Nikitin (Rusland)
- Juan Pablo Orrego (Chili)
- Fuiono Senio & Paul Alan Cox (West-Samoa)
- Terri Swearingen (Verenigde Staten)

### 1998
- Anna Giordano (Italië)
- Kory Johnson (Verenigde Staten)
- Berito Kuwaru'wa (Colombia)
- Atherton Martin (Dominicaanse Republiek)
- Sven "Bobby" Peek (Zuid-Afrika)
- Hirofumi Yamashita (Japan)

### 1999
- Jacqui Katona en Yvonne Margarula (Australië)
- Michal Kravcik (Slowakije)
- Bernard Martin (Canada)
- Samuel Nguiffo (Kameroen)
- Jorge Varela (Honduras)
- Ka Hsaw Wa (Birma)

### 2000
- Oral Ataniyazova (Oezbekistan)
- Elias Diaz Peña en Oscar Rivas (Paraguay)
- Vera Mischenko (Rusland)
- Rodolfo Montiel Flores (Mexico)
- Alexander Peal (Liberia)
- Nat Quansah (Madagaskar)

### 2001
- Jane Akre en Steve Wilson (Verenigde Staten)
- Yosepha Alomang (Indonesië)
- Giorgos Catsadorakis en Myrsini Malakou (Griekenland)
- Oscar Olivera (Bolivia)
- Eugène Rutagarama (Rwanda)
- Bruno Van Peteghem (Nieuw-Caledonië)

### 2002
- Pisit Charnsnoh (Thailand)
- Sarah James en Jonathon Solomon (Verenigde Staten)
- Fatima Jibrell (Somalië)
- Alexis Massol-González (Puerto Rico)
- Norma Kassi (Canada)
- Jean La Rose (Guyana)
- Jadwiga Lopata (Polen)

### 2003
- Julia Bonds (Verenigde Staten)
- Pedro Arrojo-Agudo (Spanje)
- Eileen Kampakuta Brown en Eileen Wani Wingfield (Australië)
- Von Hernandez (Filipijnen)
- Maria Elena Foronda Farro (Peru)
- Odigha Odigha (Nigeria)

### 2004
- Rudolf Amenga-Etego (Ghana)
- Rashida Bee en Champa Devi Shukla (India)
- Libia Grueso (Colombia)
- Manana Kochladze (Georgië)
- Demetrio do Amaral de Carvalho (Oost-Timor)
- Margie Richard (Verenigde Staten)

### 2005
- Isidro Baldenegro López (Mexico)
- Kaisha Atakhanova (Kazachstan)
- Chavannes Jean-Baptiste (Haïti)
- Stephanie Daniëlle Roth (Roemenië)
- Corneille Ewango (Congo-Kinshasa|Congo)
- José Andrés Tamayo Cortez

### 2006
- Silas Kpanan’ Siakor (Liberia)
- Yu Xiaogang (China)
- Olya Melen (Oekraïne)
- Anne Kajir (Papoea Nieuw-Guinea)
- Craig E. Williams (Verenigde Staten)
- Tarcisio Feitosa da Silva (Brazilië)

### 2007
- Sophia Rabliauskas (Canada)
- Hammerskjoeld Simwinga (Zambia)
- Tsetsegee Munkhbayar (Mongolië)
- Julio Cusurichi Palacios (Peru)
- Willie Corduff (Ierland)
- Orri Vigfússon (IJsland)

### 2008
- Pablo Fajardo en Luis Yanza (Ecuador)
- Jesus Leon Santos (Mexico)
- Rosa Hilda Ramos (Puerto Rico)
- Feliciano dos Santos (Mozambique)
- Marina Rikhvanova (Rusland)
- Ignace Schops (België)

### 2009
- Wanze Eduards en Hugo Jabini (Suriname)
- Maria Gunnoe (Verenigde Staten)
- Syeda Rizwana Hasan (Bangladesh)
- Yuyun Ismawati (Indonesië)
- Marc Ona Essangui (Gabon)
- Olga Speranskaya (Rusland)

### 2010
- Randall Arauz (Costa Rica)
- Malgorzata Gorska (Polen)
- Lynn Henning (Verenigde Staten)
- Thuli Makama (Swaziland)
- Humberto Rios Labrada (Cuba)
- Tuy Sereivathana (Cambodja)

### 2011
- Prigi Arisandi (Indonesië)
- Raoul du Toit (Zimbabwe)
- Hilton Kelly (Verenigde Staten)
- Dmitry Lisitsyn (Rusland)
- Francisco Pineda (El Salvador)
- Ursula Sladek (Duitsland)

### 2012
- Ikal Angelei (Kenia)
- Caroline Cannon (Verenigde Staten)
- Evgenia Chirikova (Rusland)
- Edwin Garigues (Filipijnen)
- Sofia Gatica (Argentinië)
- Ma Jun (China)

### 2013
- Azzam Alwash (Irak)
- Aleta Baun (Indonesië)
- Jonathan Deal (Zuid-Afrika)
- Rossano Ercolini (Italië)
- Nohra Padilla (Colombia)
- Kimberly Wasserman (Verenigde Staten)

### 2014
- Desmond D'Sa  (Zuid-Afrika)
- Ramesh Agrawal (India)
- Suren Gazaryan (Rusland)
- Rudi Putra (Indonesië)
- Helen Slottje (USA)
- Ruth Buendia (Peru)

### 2015
- Myint Zaw (Myanmar)
- Marilyn Baptiste (Canada)
- Jean Wiener (Haïti)
- Phyllis Omido (Kenia)
- Howard Wood (Schotland)
- Berta Cáceres (Honduras)

### 2016
- Máxima Acuña (Peru)
- Zuzana Čaputová (Slowakije)
- Luis Jorge Rivera Herrera (Puerto Rico)
- Edward Loure (Tanzania)
- Leng Ouch (Cambodja)
- Destiny Watford (USA)

### 2017
- Wendy Bowman (Australië)
- Rodrigue Mugaruka Katembo (Democratische Republiek Congo)
- mark! Lopez (USA)
- Uroš Macerl (Slovenië)
- Prafulla Samantara (India)
- Rodrigo Tot (Guatemala)

### 2018
- Manny Calonzo (Filipijnen)
- Francia Márquez (Colombia)
- Nguy Thi Khanh (Vietnam)
- LeeAnne Walters (USA)
- Makoma Lekalakala en Liz McDaid (Zuid-Afrika)
- Claire Nouvian (Frankrijk)

### 2019
- Jacqueline Evans (Cookeilanden)
- Alberto Curamil (Chili)
- Bayarjargal Agvaantseren (Mongolië)
- Linda Garcia (USA)
- Alfred Brownell (Liberia)
- Ana Colovic Lesoska (Noord-Macedonië)

### 2020
- Chibeze Ezekiel, (Ghana)
- Kristal Ambrose, (Bahamas)
- Leydy Pech, (Mexico)
- Lucie Pinson, (Frankrijk)
- Nemonte Nenquimo, (Ecuador)
- Paul Sein Twa, (Myanmar)[1]

### 2021
- Gloria Majiga-Kamoto, (Malawi)
- Thai Van Nguyen, (Vietnam)
- Maida Bilal, (Bosnië en Herzegovina)
- Kimiko Hirata, (Japan)
- Sharon Lavigne, (VS)
- Liz Chicaje Churay, (Peru)[2]

### 2022
- Nalleli Cobo (Verenigde Staten)
- Alex Lucitante en Alexandra Narvaez (Ecuador)
- Marjan Minnesma (Nederland)
- Niwat Roykaew (Thailand)
- Julien Vincent (Australië)
- Chima Williams (Nigeria)

### 2023
- Zafer Kızılkaya (Turkije)
- Alessandra Korap Munduruku (Brazilië)
- Chilekwa Mumba (Zambia)
- Tero Mustonen (Finland)
- Delima Silalahi (Indonesië)
- Diane Wilson (Verenigde Staten)[3]

### 2024
- Sinegugu Zukulu and Nonhle Mbuthuma (Zuid-Afrika)
- Alok Shukla (India)
- Teresa Vicente (Spanje)
- Murrawah Maroochy Johnson (Australië)
- Andrea Vidaurre (Verenigde Staten)
- Marcel Gomes (Brazilië)[4]